# 当番弁護士制度

当番弁護士制度（とうばんべんごしせいど）とは、刑事事件で逮捕された被疑者に対して、起訴される前の段階であっても、弁護士を通じた弁護権を保障することを目的として、日本弁護士連合会（日弁連）により提唱・設置された制度である。
逮捕された人が捜査当局（警察、海上保安庁、麻薬取締部など）を通じて、または家族や知人などが所管の弁護士会へ依頼することによって、当番弁護士による初回の接見を無料で受けることができ、防御の手段等のアドバイスや法律相談を受けたり、弁護の依頼を行うことができる。

## 制度趣旨
被疑者が逮捕された直後の期間には、被疑者は刑事手続の流れや自身の権利を理解できないまま、不本意な内容の供述調書に署名させられたりする危険に晒されており、この期間に弁護士の援助を受ける必要性は高い。
憲法上、刑事事件の被疑者として逮捕された者には弁護人を依頼する権利が保障されている（日本国憲法第34条）が、弁護士依頼費用を負担できるほどの資力を有していない者に対する現行法上の保護は薄く、起訴前勾留（刑事訴訟法37条の2）および起訴後（刑事訴訟法36条）の期間について国選弁護制度による国からの補助があるのみである。したがって、逮捕後勾留前の捜査段階において、資力を持たない者は、自己を弁護する権利を正当に行使できないおそれが生じてしまうことになる。
過去には、取調官による暴力・自白の強要、捜査官による事実の歪曲など、弁護士を通じた防御がなされていれば起こらなかったと考えられるような問題が、裁判の中で明らかになる事例があった。しかしながら、取調室という密室で行われた行為に関して、弁護士の援助を受けられない被疑者が不当性を立証することは困難であり、冤罪の温床になりかねないとして、多くの法学者により対策が求められていた。
このような事態を重く見た日弁連が、本制度の設置を提唱し、1990年、大分県弁護士会が、日本で初めて「起訴前弁護人推薦制度」を開始した（参照：みどり荘事件）。その後、各都道府県の弁護士会の協力により、1992年から全国的に実施された。例えば、富山県弁護士会（会長：浦崎威）は、富山・長野連続女性誘拐殺人事件など、密室での取り調べによる冤罪事件を教訓に本制度を導入し、1992年4月1日から運用を開始した。
2002年に日弁連が発表した統計では、刑事事件で逮捕された人の約4割にあたる6万3千人が本制度を利用するに至っている。
なお、近年では民事においても当番弁護士制度を導入する弁護士会が出てきている（後述）。

## 制度の概要
- 逮捕後、当番弁護士を呼んで欲しい旨を警察に告げると、所管の弁護士会へ連絡してもらえる。家族や知人が依頼することもできる[4][5]。
- 基本的に24時間対応だが、休日・夜間等においては留守番電話などで受付のみしていることがあり、休み明けの対応となることもある[5]。
- 当番弁護士による初回の接見を無料で受けることができ、防御の手段等のアドバイスや法律相談を受けたり、弁護の依頼（私選）を行うことができる。引き続き弁護を依頼する場合には、弁護費用が必要となるが、経済的に負担が困難な場合には法律扶助制度の適用を受けることができる[5]。

## 問題
現在の制度は、以下のような問題を残したままである。
- 当番弁護士の派遣は、弁護士会による完全なボランティアである。無料となっている当番弁護士としての最初の派遣の際の担当弁護士の報酬・経費は、弁護士会の予算から支出されており、公的な支援体制はない[6]。
- 被疑者が弁護士を呼ぶように求めても、警察が故意にこれを無視することがある。2010年には、東京弁護士会は、警察に弁護士を呼ぶよう求めたが無視された元被疑者の人権救済申立てに理由があると認め、担当警察署に警告を発している[7]。
- 逮捕者＝犯罪者という誤解から、（実際に存在し得るその権利の濫用による社会的な費用負担も含め）公的弁護制度そのものに否定的な論が一部に根強く残っている[8]。
- 捜査当局側は、逮捕した被疑者に対して当番弁護士を呼べることを故意に教示しなかったり[9]、「弁護士を呼ぶ権利がある」と口頭で簡単に伝えるのみで、本制度の存在や法的扶助に関しての具体的な説明を行わないことがある。これにより、本制度の存在を知る機会を失い、「権利はあっても弁護士の知り合いはいない。費用もない。」と弁護人依頼を諦めてしまい、活用できずに勾留に至る被疑者が存在する。

## 法的整備
- 2001年6月に内閣の司法制度改革審議会がまとめた最終報告に「被疑者に対する公的弁護制度を導入し、被疑者段階と被告人段階とを通じ一貫した弁護体制を整備すべき」と明記された。
- 司法制度改革審議会の報告を受けて発足した司法制度改革推進本部に、公的弁護制度検討会が設置され、法的整備への具体的な方策が検討されている。

## 当番弁護士制度の外部支援者
- 筑紫哲也
- 竹下景子

## 家事当番弁護士制度
大阪弁護士会は2007年10月1日から、離婚や相続などを巡って訴訟や調停の当事者になった人を対象に、初回の相談に無料で応じる家事当番弁護士制度を導入している。このような調停などに弁護士が関与する割合が低いため、弁護士に依頼しやすい環境を整えて手続などを助言し、早期に紛争を解決するのが狙いである。